# Ariol
Ariol ist ein seit 2014 von Emmanuel Guibert geschriebener und von Marc Boutavant gezeichneter Comic. Er ist nach dem Hauptakteur, einem jungen, anthropomorphen Esel benannt. Die Comics erscheinen auf Deutsch im Reprodukt-Verlag.

## Handlung
Ariol Haverkamp ist ein Esel, wie du und ich, der mit den Problemen des Kindseins zu kämpfen hat. Er hat eine Menge Phantasie und ist in der Schule nicht besonders gut. Er lebt bei seinen Eltern, die beide berufstätig sind. Ariol ist ein Fan des Comichelden Hengst Heldenhuf.

## Weitere Charaktere
- Ramono: Dieses junge Schwein ist Ariols bester Freund; er überredet ihn allerdings oft zu kleinen Untaten. Ramonos Eltern sind geschieden und er versteht sich mit seiner Schwester nicht.
- Petula: Sie ist eine kleine Kuh und Ariols Traummädchen. In ihrer Gegenwart weiß er allerdings nie, was er sagen soll, weshalb sie ihn für etwas wunderlich hält.
- Surrsula: Diese Fliege ist eine Klassenkameradin von Ariol und dazu noch die Klassenbeste. Sie schwärmt für Ariol und zögert daher nicht, ihn sogar abschreiben zu lassen, um sein Herz zu gewinnen. Unter der Tatsache, dass Ariol in Petula verliebt ist, leidet sie sehr. Im Original heißt sie Bisbille. Ihr Vater ist Ophthalmologe.

## Bände
1. Ein kleiner Esel wie du und ich
2. Hengst Heldenhuf
3. Saugute Freunde
4. Eine ganz schöne Kuh
5. Mach die Fliege, Surrsula
6. Miesekatze
7. Lehrer, die bellen, beißen nicht
8. Papa ist ein Esel
9. Hasenzähne
10. Ballettratten
11. Sei kein Frosch, Vanessa
12. Ein stolzer Gockel
13. Ententanz
14. So ein dummes Schaf!
15. Kalbträume
16. Naphtaline – Einfach nur wau!
17. La chouette classe verte
18. Vieux sac à puces !
19. Ariol chante comme un rossignol

## Rezeption
Christoph Haas von der Süddeutschen Zeitung schreibt: „Mit ‘Ariol’ ist Guibert und dem Zeichner Marc Boutavant das Kunststück gelungen, ein zeitgemäßes Pendant zu Goscinnys und Sempés vielgeliebtem Klassiker ‘Der kleine Nick’ zu erschaffen.“

## Zeichentrickserie
Von Ariol existiert auch eine von Télétoon+ produzierte Zeichentrickserie. Dabei wurden einige Geschichten aus den Comics als Episoden umgesetzt.